# Mistrzostwa Świata w Piłce Nożnej 2010 (eliminacje strefy UEFA)/Baraże
Baraże do Mistrzostw Świata w Piłce Nożnej 2010 w strefie UEFA rozegrane zostały systemem dom i wyjazd. Wzięły w nich udział prawie wszystkie drużyny z drugich miejsc grupowych fazy zasadniczej. Wyjątkiem była drużyna Norwegii, która jako jeden spośród tych dziewięciu zespołów zakończyła eliminacje w grupie z najmniejszą liczbą punktów. Ze względu na różną liczbę drużyn w grupach, nie liczyły się punkty zdobyte w meczach z zespołami najsłabszymi (zajmującymi w tabeli szóste miejsca).

## Tabela drugich miejsc
| Grupa | Zespół               | Mecze | Punkty | W | R | P | Bramki | Uwagi |
| ----- | -------------------- | ----- | ------ | - | - | - | ------ | ----- |
| 4     | Rosja                | 8     | 16     | 5 | 1 | 2 | 15 - 6 |       |
| 2     | Grecja               | 8     | 16     | 5 | 1 | 2 | 16 - 9 |       |
| 6     | Ukraina              | 8     | 15     | 4 | 3 | 1 | 10 - 6 |       |
| 7     | Francja              | 8     | 15     | 4 | 3 | 1 | 12 - 9 |       |
| 3     | Słowenia             | 8     | 14     | 4 | 2 | 2 | 10 - 4 |       |
| 5     | Bośnia i Hercegowina | 8     | 13     | 4 | 1 | 3 | 19 - 2 |       |
| 1     | Portugalia           | 8     | 13     | 3 | 4 | 1 | 9 - 5  |       |
| 8     | Irlandia             | 8     | 12     | 2 | 6 | 0 | 8 - 6  |       |
| 9     | Norwegia             | 8     | 10     | 2 | 4 | 2 | 9 - 7  |       |

## Losowanie
Ośmioro uczestników baraży zostało pogrupowanych w cztery pary poprzez losowanie, które odbyło się w Zurychu w dniu 19 października 2009 roku. Koszyki, w których znalazły się rozlosowywane drużyny, zostały ustalone na podstawie rankingu FIFA z października 2009 roku. Mecze zaplanowano w dniach 14 oraz 18 listopada 2009. Zwycięzcy par barażowych awansowali na Mundial.

### Podział na koszyki
(w nawiasie miejsce w rankingu)
Koszyk A: Francja (9), Portugalia (10), Rosja (12), Grecja (16),

Koszyk B: Ukraina (22), Irlandia (34), Bośnia i Hercegowina (42), Słowenia (49)

## Mecze
| Drużyna 1                            | Wynik dwumeczu | Drużyna 2            | Pierwszy mecz | Drugi mecz |
| ------------------------------------ | -------------- | -------------------- | ------------- | ---------- |
| Irlandia                             | 1:2 (pd.)      | Francja              | 0:1           | 1:1        |
| Portugalia                           | 2:0            | Bośnia i Hercegowina | 1:0           | 1:0        |
| Grecja                               | 1:0            | Ukraina              | 0:0           | 1:0        |
| Rosja                                | 2:2 (b. wyj.)  | Słowenia             | 2:1           | 0:1        |
| Po lewej gospodarz pierwszego meczu. |                |                      |               |            |

### Pierwsze mecze
| 14 listopada 2009 | Irlandia | 0:10:0 | Francja · Nicolas Anelka 72' | Croke Park, Dublin Sędzia: Felix Brych |
|                   |          |        |                              |                                        |

| 14 listopada 2009 | Portugalia · Bruno Alves 31' | 1:0 | Bośnia i Hercegowina                                                                     | Estádio da Luz, Lizbona Sędzia: Martin Atkinson |
|                   | kartki: · Deco 13'           |     | kartki: · Vedad Ibišević 15' · Samir Muratović 37' · Elvir Rahimić 48' · Emir Spahić 71' |                                                 |

| 14 listopada 2009 | Grecja                                | 0:0 | Ukraina | Stadion Olimpijski w Atenach, Ateny Sędzia: Laurent Duhamel |
|                   | kartki: · Sokratis Papastatopulos 60' |     |         |                                                             |

| 14 listopada 2009 | Rosja · Dinijar Bilaletdinow 40' 52'                  | 2:11:0 | Słowenia · Nejc Pečnik 87' | Stadion Łużniki, Moskwa Sędzia: Claus Bo Larsen |
|                   | kartki: · Andriej Arszawin 45+1' · Dmitrij Syczow 82' |        |                            |                                                 |

### Rewanże
| 18 listopada 2009 | Francja · William Gallas 103'                                                 | 1:1 (dogr.)0:1 | Irlandia · Robbie Keane 32'                                       | Stade de France, Paryż Sędzia: Martin Hansson |
|                   | kartki: · Sébastien Squillaci 79' · Florent Malouda 90+2' · Sidney Govou 107' |                | kartki: · Kevin Kilbane 59' · Paul McShane 75' · Damien Duff 104' |                                               |

| 18 listopada 2009 | Bośnia i Hercegowina | 0:10:0 | Portugalia · Raul Meireles 56' | Bilino Polje, Zenica Sędzia: Roberto Rosetti |
|                   | kartki: · Sanel Jahić 25' · Safet Nadarević 37' · Edin Džeko 58' · Sejad Salihović 77' · Sejad Salihović 78' · Džemal Berberović 90+2' |        | kartki: · Simão Sabrosa 27'    |                                              |

| 18 listopada 2009 | Ukraina                         | 0:1 | Grecja · Dimitris Salpingidis 31'                                         | Donbas Arena, Donieck Sędzia: Olegário Benquerença |
|                   | kartki: · Jewhen Chaczeridi 52' |     | kartki: · Kostas Katsuranis 17' · Lukas Windra 63' · Sotiris Kirjakos 78' |                                                    |

| 18 listopada 2009 | Słowenia · Zlatko Dedič 44'                                          | 1:0 | Rosja | Ljudski Vrt, Maribor Sędzia: Terje Hauge |
|                   | kartki: · Valter Birsa 55' · Samir Handanovič 67' · Robert Koren 76' |     | kartki: · Jurij Żyrkow 7' · Dinijar Bilaletdinow 22' · Aleksandr Kierżakow 66' · Igor Dienisow 73' · Jurij Żyrkow 90+2' |                                          |